# Maroilles
Maroilles är en kommun i departementet Nord i regionen Hauts-de-France i norra Frankrike. Kommunen ligger i kantonen Landrecies som tillhör arrondissementet Avesnes-sur-Helpe. År 2022 hade Maroilles 1 445 invånare.

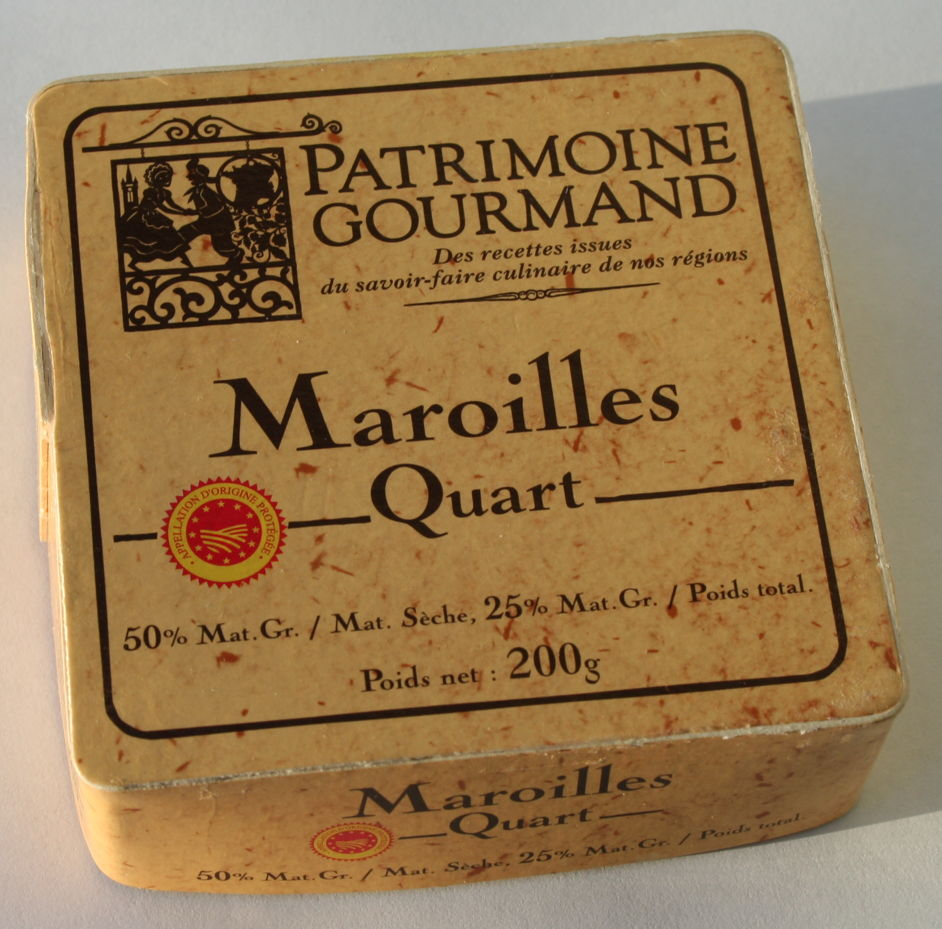
Maroilles-ost

Orten har gett namn till ostsorten Maroilles.

## Befolkningsutveckling
Antalet invånare i kommunen Maroilles
| Referens: INSEE |